# Hélène Soubelet
Hélène Soubelet est une docteure vétérinaire française, spécialiste de pathologie végétale et de santé des sols.
Depuis 2017, elle dirige la Fondation pour la recherche sur la biodiversité.

## Biographie
Hélène Soubelet est titulaire d'un master II en pathologie végétale et d'un diplôme d’études approfondies en santé publique.
En 1998, en est chef de service à la direction départementale des services vétérinaires du Puy-de-Dôme puis de la Sarthe en 2004.
En 2007, elle rejoint le laboratoire national de protection des végétaux où elle prend en charge la mise au point de méthodes de détection et d’identification des organismes nuisibles pour les végétaux.
En 2010, elle intègre le ministère de l’Environnement au poste d’adjointe au chef de bureau biotechnologies et agriculture puis devient en 2013 chef de la mission Biodiversité et gestion durable des milieux au sein de ce ministère.
Depuis le 1er avril 2017, Hélène Soubelet est directrice générale de la Fondation pour la recherche sur la biodiversité.

## Décorations
- Chevalière de la Légion d'honneur en 2020[3]

## Publications scientifiques
- 2024 : (en-US) Denis Couvet et Helene Soubelet, « Entre services rendus par la nature et préservation de la biodiversité, des injonctions contradictoires », sur The Conversation, 23 avril 2024 (consulté le 6 septembre 2024)
- 2023 : « Les prélèvements des Espèces susceptibles d’occasionner des dégâts (Esod) réduisent-ils les dégâts qui leur sont imputés? Synthèse de connaissances. Paris, France: FRB », sur scholar.google.com (consulté le 6 septembre 2024)
- 2023 : (en) Louise Dupuis, Coline Leandre, Joseph Langridge et Aurélie Delavaud, « Analyzing the capacity to initiate transformative change: a methodology for assessing biodiversity strategies », Biodiversity and Conservation, vol. 32, no 11,‎ 1er septembre 2023, p. 3641–3660 (ISSN 1572-9710, DOI 10.1007/s10531-023-02660-5, lire en ligne, consulté le 6 septembre 2024)
- 2022 : Biodiversité et climat : les approches fondées sur la nature[4]
- 2021 : (en) Morgane Flégeau, Hélène Soubelet, Sophie Carré et Sébastien Barot, « What evidence exists on the possible effects of urban forms on terrestrial biodiversity in western cities? A systematic map protocol », Environmental Evidence, vol. 10, no 1,‎ 19 octobre 2021, p. 28 (ISSN 2047-2382, DOI 10.1186/s13750-021-00243-x, lire en ligne, consulté le 6 septembre 2024)
- 2018 : « Contribution of knowledge advances in soil science to meet the needs of French State and society », sur scholar.google.com (consulté le 6 septembre 2024)
- 2016 : Dominique Kerboeuf, « Pesticides. Des impacts aux changements de pratiques. Ouvrage coordonné par Edwige Charbonnier, Aïcha Ronceux, Anne-Sophie Carpentier, Hélène Soubelet & Enrique Barriuso. Éditions Quae. Collection Savoir-faire (2015) », Bulletin de l'Académie Vétérinaire de France, vol. 169, no 1,‎ 2016, p. 65–65 (lire en ligne, consulté le 6 septembre 2024)